# Fresia F18
Pour les articles homonymes, voir F18.

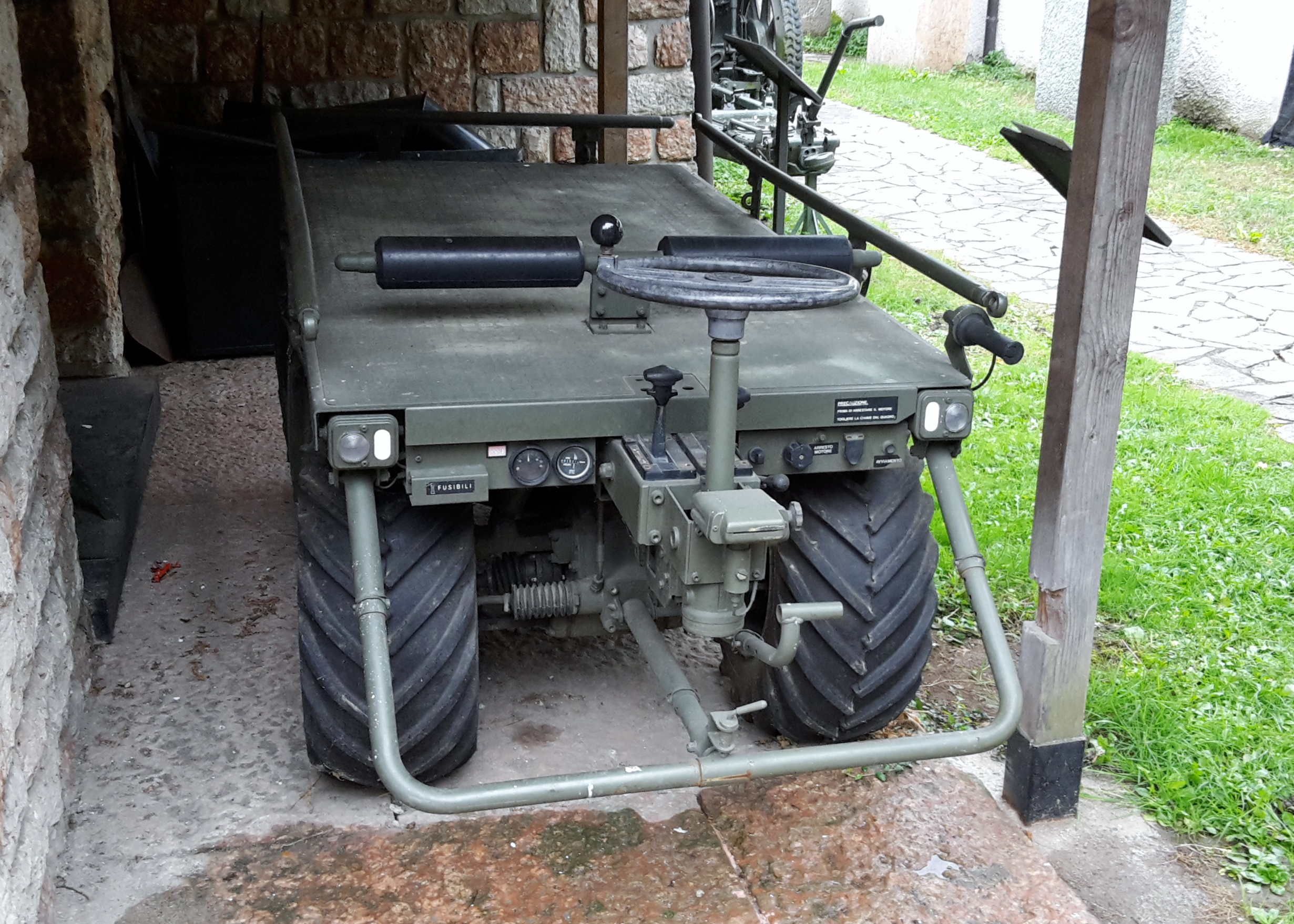
Fresia F18

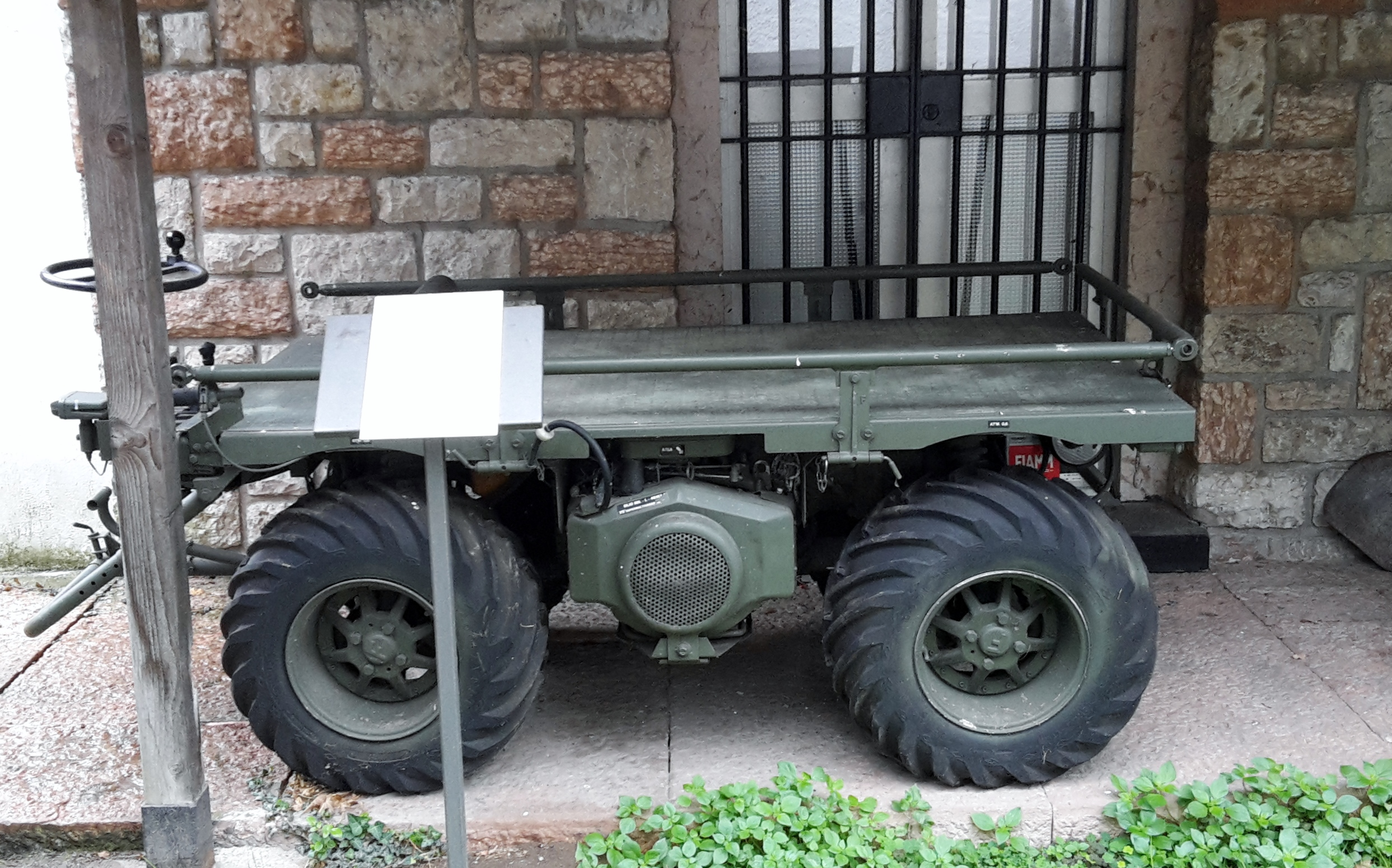
Fresia F18

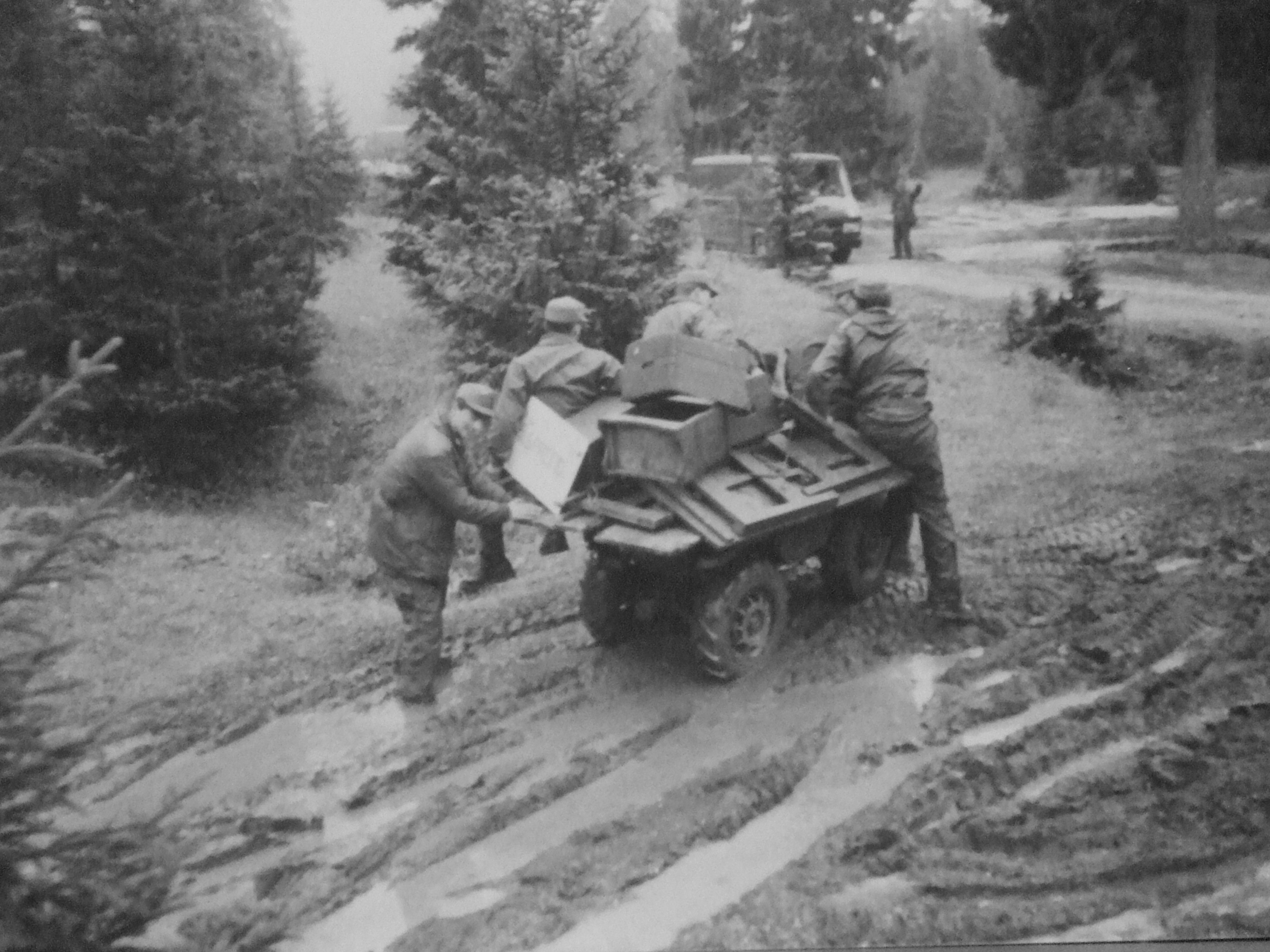
Modèle précédent, le Fresia F10

Fresia F18 est un véhicule militaire utilitaire tout-terrain italien ultra-léger de transport. Il est semblable au M274.

## Histoire
Il est en service au sein des unités alpines de l'armée italienne ou il remplace le Fresia F10.

## Description
Il dispose de quatre roues directrices et peut être conduit depuis le sol.

## Véhicules comparables
- M274
- La "mule mécanique" Falcata de l'entreprise EINSA est une référence au M274 mais ressemble plus à un véhicule qu'à une plate-forme motorisée que le M274, de même que le Quatripole Q-150D.